# Martyn Puszkar
Martyn Puszkar (Martyn Puszkarenko, Marcin Puszkarz, ukr. Марти́н Пушка́р, Мартин Пушкаре́нко;  ur. ok. 1599, zm. 11 czerwca 1658) – ataman kozacki, pułkownik połtawski (1648–1658), przywódca rebelii przeciwko władzy hetmana Iwana Wyhowskiego (1657–1658).
W 1648 r. znajdował się na Zaporożu. Uczestniczył w powstaniu Chmielnickiego, biorąc udział w licznych bitwach i potyczkach po stronie kozackiej. Po ugodzie zborowskiej wpisany do rejestru jako „Martyn Puszkarenko”, pułkownik połtawski. 
W marcu 1651 r. na czele pułków kozackich przyszedł z odsieczą Iwanowi Bohunowi, który bronił Winnicy obleganej przez wojska Rzeczypospolitej. Brał udział w bitwie pod Ochmatowem w 1655 r. Należał do tej części starszyzny kozackiej, która postulowała polityczny i wojskowy sojusz z Moskwą.
Po śmierci Bohdana Chmielnickiego i wyborze zwolennika porozumienia z Rzecząpospolitą – Iwana Wyhowskiego – Puszkar znalazł się w opozycji wobec nowo obranego hetmana. Wspólnie z koszowym Siczy Zaporoskiej Jakubem Barabaszem wystąpił przeciwko Wyhowskiemu, podburzając przy tym kozacką czerń i chłopów, niezadowolonych z konserwatywnej polityki hetmana. Działał przy tym w ścisłym związku z władzami rosyjskimi, które dążyły do zwiększenia swoich wpływów na Ukrainie poprzez wykorzystanie konfliktów społecznych wśród miejscowej ludności i pogłębienie antagonizmów wśród Kozaków.
Już pod koniec 1657 roku wybuchło na południu Ukrainy Lewobrzeżnej chłopskie powstanie dejneków, których wkrótce podporządkował sobie Puszkar. Początkowo Wyhowski zamierzał porozumieć się z buntownikami, ale kiedy to się nie udało, musiał stłumić rewoltę siłą. 11 czerwca 1658 r. pod Połtawą wojska kozackie pod dowództwem Wyhowskiego rozgromiły siły powstańców Puszkara. Sam zbuntowany pułkownik poległ w walce.
Bunt Martyna Puszkara szeroko wykorzystała Moskwa, rozbijając jedność obozu kozackiego.
Martyn Puszkar był jednym z głównych fundatorów prawosławnego monasteru Podwyższenia Krzyża Świętego (Крестовоздвиженский монастырь), założonego w 1650 r. w Połtawie, wzniesionego w kolejnych latach w stylu baroku kozackiego.

## Literatura
- Wiesław Majewski, Martyn Puszkar, Polski Słownik Biograficzny, t. XXIX/3, Wrocław 1986, s. 455-457.
- Пушкарь (Пушкаренко), Мартын.